# Fanga
Die Fanga war ein portugiesisches Volumen- und Getreidemaß.
Die Maße in Porto und Lissabon standen sich etwa 1 zu 1,2626 gegenüber.
In der Praxis wurde 79 ¼ zu 100 Fangas in Lissabon gerechnet. Auf der Azoreninsel São Miguel beispielsweise wurden 100 Fangas gegen  86,556  in Lissabon und gegen 68,594 Fangas in Porto gesetzt. Die 100 Fangas waren 47,92 Hektoliter. Ein vergleichbares Getreidemaß ist das Exeque.

## Lissabon
- 1 Fanga = 55,363 Liter (54,036 Liter = 2724,09 Pariser Kubikzoll[1])
- 15 Fanga = 1 Moyo

## Porto
- 1 Fanga = 4 Alqueires = 8 Quartas = 16 Oitatas = 32 Meios Oitatas = 69,86 Liter

## Einzelnachweis
1. ↑  Georg Thomas Flügel: Kurszettel fortgeführt als Handbuch der Münz-, Maß-, Gewichts- u. Usancenkunde. Herausgeber L. F. Huber, Verlag der Jäger’schen Buch-, Papier- und Landkartenhandlung, Frankfurt am Main 1859, S. 159.